# Пая (Колумбия)
Пая (исп. Paya) — небольшой город и муниципалитет в центральной части Колумбии, на территории департамента Бояка. Входит в состав провинции Ла-Либертад.

## История
Поселение, из которого позднее вырос город, было основано в 1600 году.

## Географическое положение

Муниципалитет Пая

Город расположен в восточной части департамента, в гористой местности Восточной Кордильеры, на левом берегу реки Паеро, на расстоянии приблизительно 100 километров к востоку-северо-востоку (ENE), от города Тунха, административного центра департамента. Абсолютная высота — 984 метра над уровнем моря.
Муниципалитет Пая граничит на севере и северо-западе с территорией муниципалитета Писба, на юго-западе — с муниципалитетом Лабрансагранде, на юге и востоке — с территорией департамента Касанаре. Площадь муниципалитета составляет 435,5 км².

## Население
По данным Национального административного департамента статистики Колумбии, совокупная численность населения города и муниципалитета в 2015 году составляла 2550 человек.
Динамика численности населения муниципалитета по годам:
| 2005 | 2006 | 2007 | 2008 | 2009 | 2010 | 2011 | 2012 | 2013 | 2014 | 2015 |
| ---- | ---- | ---- | ---- | ---- | ---- | ---- | ---- | ---- | ---- | ---- |
| 2648 | 2641 | 2633 | 2625 | 2616 | 2607 | 2597 | 2586 | 2575 | 2563 | 2550 |

Согласно данным переписи 2005 года мужчины составляли 53,2 % от населения Паи, женщины — соответственно 46,8 %. В расовом отношении белые и метисы составляли 98,8 % от населения города; индейцы — 0,8 %; негры, мулаты и райсальцы — 0,4 %.
Уровень грамотности среди всего населения составлял 77,1 %.

## Экономика
Основу экономики Паи составляют сельское хозяйство и лесозаготовка.

77,3 % от общего числа городских и муниципальных предприятий составляют предприятия торговой сферы, 13,6 % — предприятия сферы обслуживания, 9,1 % — промышленные предприятия.